# Enalapril
L'enalapril è una molecola appartenente alla classe degli ACE inibitori (inibitori dell'enzima che converte l'angiotensina), utilizzata come farmaco nel trattamento dell'ipertensione e di alcuni tipi di insufficienza cardiaca cronica. In Italia il farmaco è venduto dalla società farmaceutica Sigma-Tau con il nome commerciale di Naprilene e dalla società farmaceutica Merck Sharp & Dohme con il nome commerciale di Enapren, nella forma farmaceutica di compresse divisibili da 5 mg e da 20 mg. Il farmaco è inoltre prodotto e commercializzato da numerose altre società farmaceutiche come medicinale equivalente.

## Farmacodinamica
Enalapril è un ACE-inibitore, ovvero un inibitore dell'enzima che converte l'angiotensina (ACE), cioè di quella peptidildipeptidasi che catalizza la conversione dell'angiotensina I in angiotensina II, dotata di marcata attività vasocostrittiva. Il farmaco inibendo l'ACE riduce la sintesi dell'angiotensina II nel tessuto e nel plasma e per questo motivo abbassa la pressione arteriosa riducendo le resistenze vascolari periferiche senza far aumentare in via riflessa la gittata, contrattilità e frequenza cardiaca. Un'ulteriore conseguenza della ridotta sintesi di angiotensina II è la ridotta secrezione di aldosterone. La più bassa secrezione di aldosterone a sua volta comporta un aumento dei livelli sierici di potassio.
Oltre a questi effetti enalapril eserciterebbe la sua attività anche sul sistema callicreina-chinine-prostaglandine: determina infatti una riduzione della velocità di inattivazione della bradichinina. I diminuiti livelli di angiotensina II provocano minor vasocostrizione, l'aumento della bradichinina produce vasodilatazione, con ciò raggiungendosi l'effetto farmacologico finale. Enalapril gioca un ruolo importante nella regolazione della pressione sanguigna anche in quei soggetti in cui l'ipertensione arteriosa si associa a bassi livelli di renina.

## Farmacocinetica
Enalapril dopo somministrazione per via orale viene rapidamente assorbito dal tratto gastrointestinale. La concentrazione plasmatica massima (Cmax) viene raggiunta nel giro di un'ora. La biodisponibilità di enalapril maleato a seguito di somministrazione orale è approssimativamente del 60-70% e non pare essere influenzata dalla contemporanea assunzione di cibo.
Nell'organismo enalapril maleato viene convertito dal fegato in enalaprilato, la forma attiva.
Il legame con le proteine plasmatiche si aggira intorno al 50-60%. L'eliminazione del farmaco avviene principalmente per via urinaria. Nelle urine si ritrova il farmaco immodificato (60% circa) e il metabolita enalaprilato (40% circa della dose). L'emivita del farmaco è di 11 ore. Il farmaco è dializzabile e attraversa la barriera placentare.
Nei soggetti con alterata funzionalità renale la clearance del farmaco diminuisce e pertanto ne consegue un aumento dei livelli sierici di enalaprilato. Per tale motivo si deve controllare e monitorare la funzionalità renale prima e durante il trattamento con il farmaco. Al fine di mantenere la concentrazione ematica di farmaco nel range terapeutico, nei soggetti con insufficienza renale è necessario ridurre la dose e/o aumentare gli intervalli tra una dose e quella successiva.

## Usi clinici
Enalapril è utilizzato nei soggetti affetti da ipertensione arteriosa, nei pazienti con insufficienza cardiaca e scompenso cardiaco, e come trattamento preventivo dell'insufficienza cardiaca sintomatica nei pazienti con una ridotta funzionalità del ventricolo sinistro (frazione di eiezione ventricolare sinistra ≤ 35%), ad esempio secondaria a un infarto miocardico acuto.

## Effetti collaterali e indesiderati
In corso di terapia si possono verificare affaticamento, anoressia, cefalea, depressione, visione offuscata, capogiro e vertigini, tachicardia e palpitazioni, dispepsia, nausea, diarrea, vomito, alterazioni del gusto, secchezza delle fauci, glossite, astenia, impotenza.
Altri effetti avversi segnalati in letteratura medica sono tosse, febbre, ipoglicemia, discrasia ematica, porpora, vasculiti, ipotensione, anemia, broncospasmo, rash, artralgia, insonnia, sindrome di Stevens-Johnson, sindrome di Raynaud.
In alcuni individui enalapril può provocare ipotensione immediatamente dopo l'assunzione della prima dose di farmaco (cosiddetto effetto ipotensione da prima dose). Per questo motivo si consiglia di testare la risposta pressoria individuale con una piccola dose test. È necessario sospendere l'utilizzo eventuale di diuretici prima di eseguire la prova. Alcune categorie di soggetti vanno incontro con maggiore frequenza all'effetto ipotensione da prima dose: si tratta dei pazienti con elevati livelli di renina plasmatica, dei pazienti con ipovolemia, di soggetti in trattamento con diuretici oppure affetti da ipertensione reno-vascolare o da scompenso cardiaco congestizio.

In soggetti con ischemia miocardica o pregressi disturbi cerebrovascolari, l'ipotensione indotta dall'assunzione del farmaco può provocare infarto miocardico o ictus.

Per minimizzare il rischio di ipotensione arteriosa prima di iniziare la terapia antipertensiva è opportuno ripristinare l'equilibrio elettrolitico e/o i liquidi. Nel caso di ipotensione conclamata è opportuno somministrare infusioni di soluzione fisiologica, ringer-lattato oppure ricorrere alle amine vasopressororie (ad esempio adrenalina, noradrenalina, dopamina).

Nei pazienti a rischio di ipovolemia grave, la somministrazione della prima dose oppure ogni significativa variazione di dosaggio dovrebbero avvenire in ambiente che permetta un idoneo monitoraggio, della durata di almeno 8 ore per verificare l'andamento dei valori pressori e poter intervenire tempestivamente in caso di urgenza.

Una transitoria e fugace risposta ipotensiva non dovrebbe invece preoccupare e non costituisce controindicazione nella prosecuzione della terapia farmacologica.
In alcuni soggetti enalapril può indurre pemfigo. Nella maggior parte dei casi questo disturbo scompare entro alcuni mesi dalla sospensione del farmaco. Per accelerare la risoluzione può essere di beneficio istituire una terapia corticosteroidea generale a dosaggio medio per un breve periodo di tempo.
In rari casi (0,1-0,2%) è possibile che in corso di trattamento si verifichi angioedema. È perciò necessario porre particolare attenzione a sintomi premonitori quali gonfiore del viso, bocca, labbra, lingua e dispnea. Nel caso si manifestassero è necessario sospendere il trattamento e, nei casi più gravi, provvedere a somministrare adrenalina per mantenere pervie le vie aeree. È opportuno evitare l'impiego di enalapril in pazienti in cui è già comparso edema angioneurotico indotto da un altro ACE-inibitore. Si deve anche tenere presente che gli afro-americani, e più in generale la popolazione con pigmentazione scura della pelle presenta un'incidenza più elevata di angioedema da ACE-inibitori.
Enalapril, sia pure raramente, può essere alla base di episodi di tossicità midollare. Il farmaco è stato associato a leucopenia, neutropenia e agranulocitosi, trombocitopenia, depressione midollare. Questi effetti si registrano in particolare in caso di insufficienza renale, patologie cardiovascolari o sindromi immunosoppressive.
Enalapril è un profarmaco, convertito nella forma farmacologicamente attiva, enalaprilato, a livello epatico. Nei soggetti epatopatici la ridotta funzionalità del fegato può incidere negativamente sulla concentrazione plasmatica di enalaprilato e pertanto sull'efficacia terapeutica dell'ACE-inibitore.

D'altro canto in corso di trattamento è possibile che si verifichino aumenti marcati delle transaminasi epatiche (AST e ALT). Anche se raramente, enalpril e altri ACE-inibitori sono stati associati a ittero colestatico che in taluni casi può progredire fino a necrosi epatica fulminante. Per questo motivo il semplice incremento delle transaminasi deve portare a interrompere prontamente il trattamento.

## Controindicazioni
Enalapril è controindicato nei soggetti con ipersensibilità nota al principio attivo oppure a uno qualsiasi degli eccipienti della forma farmaceutica. Il farmaco è inoltre controindicato in gravidanza, in particolare nel secondo e nel terzo trimestre. La funzionalità epatica dovrebbe essere controllata durante la somministrazione del farmaco.
Un'ulteriore controindicazione è data dalla malattia nefrovascolare bilaterale. Nel caso di malattia nefrovascolare bilaterale, la perfusione renale è possibile solo grazie a concentrazioni elevate di angiotensina II. In questi pazienti la somministrazione di ACE-inibitori può indurre insufficienza renale acuta.
Enalapril e gli altri ACE-inibitori, come anche altri farmaci ad azione vasodilatante, devono essere somministrati con estrema cautela in soggetti che presentano ostruzione a livello valvolare (stenosi aortica, stenosi della valvola mitrale) e nel tratto di deflusso del ventricolo sinistro (cardiomiopatia ipertrofica ostruttiva). Queste patologie rappresentano pertanto una controindicazione relativa.
In anni recenti alcuni studi hanno comunque evidenziato che enalapril e gli altri ACE-inibitori tendono a essere ben tollerati nei soggetti con stenosi aortica severa, migliorando significativamente la tolleranza sforzo e riducendone la dispnea.
Il farmaco non è raccomandato in caso di shock cardiogeno e ostruzione emodinamica importante.

## Dosi terapeutiche
Enalapril può essere assunto indipendentemente dai pasti, in genere come singola dose al mattino, ma in casi particolari può essere assunto anche in due dosi separate, mattina e sera. La dose giornaliera deve essere individualizzata a seconda delle caratteristiche del paziente e della risposta pressoria.
- Scompenso cardiaco

Con questa indicazione enalapril viene usato in associazione con i diuretici e con digitale o beta-bloccanti. La dose iniziale di enalapril nei soggetti con insufficienza cardiaca sintomatica è di 2,5 mg al giorno. La dose può essere successivamente aumentata fino a raggiungere la dose eventuale di 20 mg. Questa può essere somministrata come dose singola o suddivisa in due dosi.
- Ipertensione

La dose iniziale consigliata nell'adulto è pari a 5 mg, incrementabile successivamente fino a un massimo di 40 mg al giorno.
Alcuni soggetti con ipertensione nefrovascolare o scompenso cardiaco o ancora ipertensione arteriosa grave, a causa dell'iperattivazione del sistema renina-angiotensina-aldosterone, dopo l'assunzione della dose iniziale possono andare incontro a una brusca caduta pressoria. A causa di questa reazione ipotensiva incontrollata i pazienti dovrebbero essere monitorati dal medico per almeno 8 ore, in particolare coloro che sono affetti da angina pectoris o patologie cerebrovascolari, nei quali la marcata ipotensione arteriosa può comportare infarto del miocardio o un accidente cerebrovascolare.

## Gravidanza e allattamento
Enalapril è controindicato in gravidanza per la comprovata tossicità fetale.

Per questo motivo le donne in età fertile e che hanno il dubbio di essere gravide dovrebbero eseguire sempre un test di gravidanza prima di iniziare la terapia con il farmaco. Successivamente è bene vengano adottate valide misure contraccettive. Se nonostante ciò fosse diagnosticata una gravidanza, la terapia farmacologica deve essere immediatamente sospesa.
Gli studi sperimentali hanno evidenziato il possibile passaggio nel latte materno di piccole quantità di enalapril. Pur in assenza di rilevanti effetti clinici, in via precauzionale l'allattamento al seno deve essere evitato, in particolare durante il primo mese di vita del neonato.

## Interazioni
- Insulina e ipoglicemizzanti orali: nei soggetti diabetici l'associazione di enalapril a un pregresso trattamento con insulina, ipoglicemizzanti o sulfaniluree, può facilitare la comparsa di crisi ipoglicemiche anche a normali dosaggi terapeutici. Perciò in questa popolazione è opportuno mantenere periodicamente monitorata la glicemia.[16][17][18]
- Farmaci anestetici: l'associazione tra farmaci anestetici ed enalapril aumenta il rischio di ipotensione arteriosa. Gli effetti più marcati si registrano nella fase di induzione dell'anestesia. Nell'eventualità di ipotensione è necessario correggere la caduta pressoria con l'infusione di liquidi (espansione della volemia).[19][20]

## Avvertenze
Sclerodermia: sospendere con attenzione il trattamento con ACE-inibitori in caso di insufficienza renale e sospetta sclerodermia anche in assenza di sintomi cutanei per ridurre il rischio di una crisi ipertensiva da sospensione.